# Gat lleopard
El gat lleopard (Poroderma pantherinum) és una espècie de peix de la família dels esciliorrínids i de l'ordre dels carcariniformes.

## Morfologia
- Els mascles poden assolir 84 cm de longitud total.[1][2]

## Reproducció
És ovípar.

## Depredadors
A Sud-àfrica és depredat per Notorynchus cepedianus.

## Hàbitat
És un peix marí de clima subtropical i associat als esculls de corall que viu fins als 256 m de fondària.

## Distribució geogràfica
Es troba a Sud-àfrica.